# Oxford típusú vita

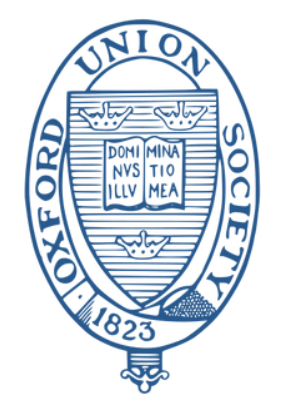
Az Oxford Union Society címere - 1823

Az Oxford típusú vita egyike a világszerte ismert formalizált vitastílusoknak. Az eredet 1823-ra nyúlik vissza, amikor megalapították Oxfordban az egyetemi klubok egyikeként az Oxford Uniont. Azóta miniszterelnökök, Nobel-díjasok, egyetemi hallgatók és művészek egyaránt vállalkoztak arra, hogy ennek a klubnak a falai között felszólaljanak.

## Története
Az itt megrendezett vitáknak több típusa van, az egyik klasszikus a csütörtök esti vita, de trimeszterenként visszatér többféle szabállyal, egy-egy alternatív formája is az Oxford típusú vitáknak. A vita terme sok szempontból tükrözi a brit Parlament Alsóházának elrendezését, ahogy a formális viták kultúrája és szabályrendszere is kölcsönösen hatott egymásra az Oxford Union és a Parlament között. Az oxfordi viták helyszínének például Winston Churchill adományozta azt a dispatch boxot, amely hű mása a Parlamentben találhatónak. Az Oxford típusú viták során a felek black vagy akár white tie dresscode szerint öltözködnek, ezzel is megadva a közönségnek, az ellenoldalnak és magának a vitának is a tiszteletet.
A berendezésnél is fontosabb, hogy a vitakultúra és az eszmecserék nívóját hivatott emelni az a gyakorlat, amit az Oxford típusú viták képviselnek. Alapelve ezeknek a vitáknak a keretek megtartása mellett a vitapartnerek kölcsönös tisztelete és az érvek precíz használata.

## A vita menete
A formalizált oxfordi vita stílus többféle módon is alakulhat, attól függően, hogy hányan vesznek részt a vitában és melyik szcenáriót követik. A Magyarországon oktatott, csoportos Oxford stílusú vita általános menetét így rögzítette a Szónok Születik Retorikaiskola:
1. Minden vita azzal veszi kezdetét, hogy a vita elnöke köszönti a jelenlévőket, ha szükséges ismerteti a vita szabályait és elmondja a tételmondatot, amiről az este során vitázni fognak a mellette (pro oldal) és az ellene (contra oldal) érvelők.
2. A közönségnek döntő szerepe van a vitákban, ezért elsőként a tételmondatról őket kérdezi meg az elnök, milyen arányban vannak mellette, illetve ellene a közönség soraiban ülők avagy vannak-e, akik még nem tudják eldönteni. Ezt az adatot feljegyzik és a vita végén újból megkérdezve a közönséget az dönt, hogy milyen arányban változott a hallgatóság véleménye.
3. Ezt követően nyílik meg a vita, amit a pro oldalon álló 4 személy folytat a contra oldalon álló 4 személlyel. Mindegyik vitázónak a saját oldalán belül a sorrend alapján pontos helye és ezzel feladata is van. Az oldalt a pro oldal első képviselője kezdi, aki a tétel megismétlése mellett köszönti a pro oldal nevében a megjelenteket és bemutatja a contra oldal képviselőit. Ugyanezt megteszi a következő beszédet tartó contra oldal képviselője is, csak a pro oldalt mutatva be.
4. Minden vitázónak 7-7 perce van, amiből az első 1 és az utolsó 1 perc védett időnek számít. Ekkor nem lehet kérdést intézni hozzá. A fennmaradó 5 percben a másik oldal képviselői felállva jelezhetik, hogy ha információt kérő kérdésük van, amire az aktuális mondat befejeztével reagálnia kell a beszédet tartónak: fogadja a kérdést vagy nem fogadja.
5. Az elnök ügyel az időkeretek és a vita szabályainak betartására.
6. Miután mind a 8 beszéd lezajlott, a közönség kérdéseket intézhet a vitázó felekhez, amire az utolsó contra és pro oldali képviselők válaszolnak saját oldaluk nevében összesen legfeljebb 4 percben. A válaszokat a contra oldal kezdi és a pro oldal zárja.
7. Új szavazás következik a hallgatóság részéről, hogy változott-e a vitás tételről a véleményük vagy nem. A változás arányában dől el, hogy melyik oldal képviselői voltak aznap este a sikeresebb vitázók.

## Jelentős felszólalók

### Politikusok és aktivisták
- dalai láma
- Teréz anya
- Malcolm X
- Desmond Tutu
- Brit miniszterelnökök: Winston Churchill, Edward Heath, Margaret Thatcher, John Major, Gordon Brown, David Cameron, Theresa May
- Pakisztáni miniszterelnök: Imran Khan
- Amerikai elnökök: Richard Nixon, Jimmy Carter, Ronald Reagan, Bill Clinton
- Amerikai diplomaták: John Kerry, Madeleine Albright, Henry Kissinger
- USA elnökjelöltjei: Bernie Sanders, John McCain, Newt Gingrich
- USA védelmi minisztere: Caspar Weinberger
- Amerikai ügyész Robert Kennedy
- Amerikai politikai operátorok: Steve Bannon, Roger Stone, Corey Lewandowski, Omarosa Manigault Newman
- Amerikai politikusok: Nancy Pelosi, Dick Durbin
- Brit politikusok Nigel Farage
- Skót politikus: Alex Salmond
- Angol Védelmi Liga vezetője: Tommy Robinson
- Líbiai politikus: Muammar Gaddafi
- Sinn Féin vezetője: Gerry Adams
- Francia politikus: Marine Le Pen
- Ausztrál miniszterelnökök: Tony Abbott, Kevin Rudd, John Howard
- Ausztrál külügyminiszter: Gareth Evans
- Pakisztáni elnök: Pervez Musharraf
- Török elnök: Recep Tayyip Erdoğan
- Afgán elnök: Hamid Karzai
- Új-Zéland miniszterelnöke: David Lange
- Dél-afrikai elnök: F. W. de Klerk
- Bolgár miniszterelnök: Rumen Radev
- Finnország elnöke: Tarja Halon
- Szerb miniszterelnök:  Ana Brnabić
- Srí Lanka-i miniszterelnökök: SWRD Bandaranaike, Ranil Wickremesinghe
- Banglades miniszterelnöke: Sheikh Hasina
- Palesztin Felszabadítási Szervezet vezetője: Jasszer Arafat
- CIA-igazgatók: David Petraeus, Michael Haydn
- Orosz pénzügyminiszter: Yavlinsky Grigory
- Női jogok aktivista: Manasi Pradhan
- Malajzia miniszterelnöke: Mahathir Mohamad

### Színészek és zenészek
- Komikusok: Stephen Fry, Frankie Howerd, Jim Bowen, Jon Stewart, Dave Chappelle
- Brit színésznők: Judi Dench, Emma Watson
- Brit színészek: Sir Ian McKellen, Pierce Brosnan, Ewan McGregor,
- Game of Thrones színészek: Kit Harrington, John Bradley, Jack Gleeson
- Amerikai színészek: Morgan Freeman, Orson Welles, Clint Eastwood, Johnny Depp, Martin Sheen, Warren Beatty, Mark Hamill
- Rendezők: Martin Scorsese, Baz Luhrmann, Wes Anderson
- Kanadai színész: Leslie Nielsen
- Rocksztárok: Jon Bon Jovi, Jimmy Page
- Popsztárok: Michael Jackson, Shakira, Little Mix, Psy, Alex James
- Énekesek: Sir Elton John, Billy Joel, James Blunt, Emile Sandé, Barry White
- Lang Lang zongorista
- David Blaine bűvész
- Bábosok: Jim Henson, David Strassman
- Pornósztárok: Ron Jeremy, Stormy Daniels
- Előadók: Jerry Springer, Jerry Falwell

### Szerzők és tudósok
- Szerzők: Salman Rushdie, Philip Pullman, John le Carré
- Kanadai klinikai pszichológus: Jordan Peterson
- Újságírók: Christopher Hitchens, Alan Rusbridger, Robert Peston
- Közgazdász: Thomas Piketty
- Mérnök: Tshilidzi Marwala
- Filozófus: Slavoj Žižek
- Fizikusok: Stephen Hawking, Albert Einstein, Robert Winston
- Genetikus: Richard Dawkins
- Asztronauta: Buzz Aldrin
- Vállalkozók: Alan Sugar, Peter Thiel
- Szoftvermérnök: Eric Schmidt

### Sport és divat
- FIFA-elnök: Sepp Blatter
- Filippínó boxoló: Manny Pacquiao
- Labdarúgók: Diego Maradona, Paul Gascoigne, Geoff Hurst
- Játékvezető: Nigel Owens
- Teniszező: Boris Becker
- Modellek: Alexa Chung, Katia Elizarova
- Divatújságíró: Anna Wintour
- Divattervező: Tommy Hilfiger, Paul Smith, Vivienne Westwood

## Magyar vonatkozások
Magyar politikusok közül Gyurcsány Ferenc és Szijjártó Péter vitáztak az Oxford Unionban. Az előbbi felvétele nyilvános és elérhető az utóbbi vitájából csak az ellenfelek hallhatóak, az ő felszólalását nem publikálták.
Magyarországon elsőként a Szónok Születik Retorikaiskolában kezdték el önálló formában oktatni ezt a vitastílust.